# Narcisse Ablaÿ

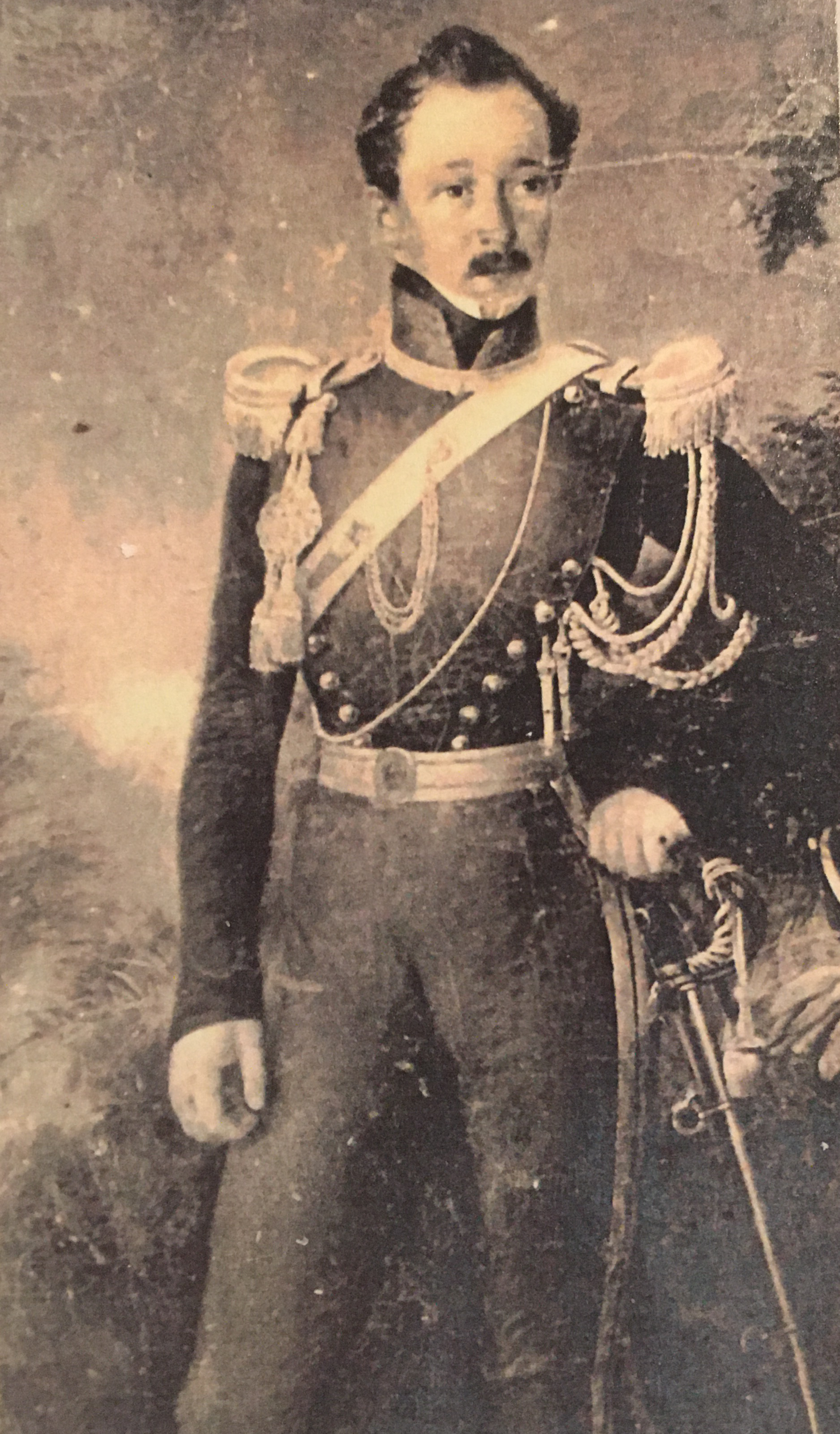

Narcisse-Auguste Ablaÿ de Perceval (Bergen, 1806 – Parijs, 1879) was een Belgisch luitenant-generaal der cavalerie en militaire gouverneur van West-Vlaanderen.
Narcisse was de neef van Louis Joseph Gantois, de broer van de generaals Omer Ablaÿ en Jules-Gustave Ablaÿ en de schoonzoon van Jean de Perceval.
Ablaÿ kocht in 1859 het kasteel Ter Lucht in Sint-Andries bij Brugge en hield het als buitenverblijf tot aan zijn dood. Hij werd er opgevolgd door de familie de Formanoir de la Cazerie. In de stad kocht hij van Prosper van Zuylen een recent gebouwd huis in de Boomgaardstraat, op loopafstand van de kazernes.